# Montigné
Montigné – miejscowość i dawna gmina we Francji, w regionie Nowa Akwitania, w departamencie Charente. W 2013 roku populacja ówczesnej gminy wynosiła 167 mieszkańców.
W dniu 1 stycznia 2019 roku z połączenia czterech ówczesnych gmin – Anville, Auge-Saint-Médard, Bonneville oraz Montigné – powstała nowa gmina Val-d'Auge. Siedzibą gminy została miejscowość Auge-Saint-Médard. 